# Erik Kjellberg

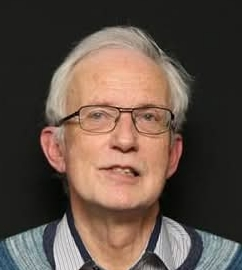
Erik Kjellberg, 2020

Erik Daniel Kjellberg, född 3 oktober 1939 i Johannebergs församling i Göteborg, är en svensk musikforskare, professor i musikvetenskap vid Uppsala universitet 1985, emeritus 2006.

## Biografi
Kjellberg blev filosofie kandidat 1965 vid Uppsala universitet, amanuens i musikvetenskap i Uppsala 1963-65, arbetade vid Svenskt musikhistoriskt arkiv 1967-69, frilansade vid Sveriges Radio 67-83, var timlärare i musikvetenskap i Uppsala 1970-74 och 76-80, respektive i jazzhistoria vid Kungliga Musikhögskolan i Stockholm 1980-87, redaktionell medarbetare vid Sohlmans musiklexikon 1972-76, medarbetare vid Svenskt visarkiv 1977-83 där han medverkade till bildandet av en jazzavdelning. Erik Kjellberg var sekreterare vid Svenska samfundet för musikforskning 1969-78, huvudredaktör för Svensk tidskrift för musikforskning 1982-90, ämnesexpert och författare för   Nationalencyklopedin 1990-95, styrledamot i DOVA (styrelsen för dialekt- och ortnamnsarkiven samt Svenskt visarkiv) 1987-91, ordförande i Föreningen för Tidig Musik 1987-92, ledamot av Kungliga Musikaliska Akademien sedan 1987 och var 1992-98, inspektor för Göteborgs nation vid Uppsala universitet 1990-97. Han var ordförande för Uppsala humanistiska förbund 1992-95, vice ordförande för Sällskapet för 1700-talsstudier 1994-97, vice ordförande för Internationella Heinrich Schütz-sällskapets svenska sektion 1994-95, ordförande för Uppsala humanistiska förbund 1992-95. 
Erik Kjellberg disputerade 1979, blev filosofie doktor och docent i musikvetenskap 1979, var vikarierande docent i musikvetenskap i Uppsala 1980-84, tillförordnad professor 1984 och professor där 1985. Han har specialiserat sig på 1600-talets musik och musikliv och tog i slutet av 1980-talet tillsammans med professor Kerala J. Snyder, Rochester University  (USA) initiativet till det stora internationella databasprojektet The Düben Collection Database Catalogue (DCDC), som blev tillgänglig på Internet 2006. Han har också publicerat flera studier om jazzhistoria och jazzanalys. Framträder i jazzsammanhang som vibrafonist och pianist (CD "Wonder why", med egen kvartett, 2018).

### Familj
Erik Kjellberg är son till läkaren Knut Kjellberg (1907–1960) och förskolläraren Barbara Kjellberg, född Martin (1912–1988). Han är sonson till Jonas Kjellberg. I äktenskap med läkaren Marja Tolstoy är han far till Niklas Kjellberg (född 1963), Hélène Kjellberg (född 1964) och jazzsångerskan Viktoria Tolstoy (född 1974). I ett senare äktenskap (1998–2012) med konstnären, filosofie doktor Petra Werner har han sonen Vincent Werner Kjellberg (född 2001).

## Utmärkelser
- 1987 – ledamot av Kungliga Musikaliska Akademien
- 2004 – ledamot av Det Norske Videnskaps-Akademi
- 2006 – "Årets mungiga" från Föreningen för Tidig Musik (FFTM)
- 2011 – SKAP:s specialpris
- 2022 – Ingmar Bengtsson-stipendiet av Kungliga Musikaliska Akademien

## Publikationer
Utöver åtskilliga artiklar märks bland Kjellbergs skrifter 
- Kungliga musiker i Sverige under stormaktstiden ca 1620-ca 1720, (1979,  doktorsavhandling )
- Svensk jazzhistoria: en översikt (1985), rev. version på Internet (2009)
- Klingande Sverige - musikens vägar genom historien (1991, tillsammans med Jan Ling), finns på Internet
- Jan Johansson - tiden och musiken (2009). Biografi.
- Natur och Kulturs musikhistoria (1. uppl. 1999, 2. uppl. 2007), författare och redaktör
- The Dissemination of Music in 17th Century Europe. Celebrating the Düben Collection (2010), författare och redaktör.
- Arvet efter Johann Sebastian Bach. En äventyrlig historia (2019)
- Bengt Hallberg - jazzpianist, kompositör, arrangör, pedagog (2021). Biografi.
- Bengt Hallberg: Modern pianojazz, 10 lektioner (2021, inledning och bearbetning)
- Jazzen i världen - en historisk exposé (2022)
- Befrielse genom kunskap. Knut Kjellberg - den karismatiske folkbildaren och hans värld. (2024)